# Palaszürke bagoly
A palaszürke bagoly (Polia bombycina)  a rovarok (Insecta) osztályának a lepkék (Lepidoptera) rendjéhez, ezen belül a bagolylepkefélék (Noctuidae) családjához tartozó faj.

## Elterjedése
A palaszürke bagoly csak Európában él.

## Megjelenése
- lepke: szárnyfesztávolsága: 43–52 mm

## Életmódja
- nemzedék: egy generációja június-júliusban rajzik.
- hernyók tápnövényei:

## Fordítás
- Ez a szócikk részben vagy egészben  a   Polia bombycina című angol Wikipédia-szócikk fordításán alapul.  Az eredeti cikk szerkesztőit annak laptörténete sorolja fel. Ez a jelzés csupán a megfogalmazás eredetét és a szerzői jogokat jelzi, nem szolgál a cikkben szereplő információk forrásmegjelöléseként.